# Consejo de Defensa (Argentina)
El Consejo de Defensa fue un organismo del Poder Ejecutivo Nacional de Argentina.

## Historia
Fue creada el 14 de agosto de 1973 por lo dispuesto en el artículo 13.º de la Ley de Ministerios (n.º 20 524). El organismo recibió las facultades que la ley n.º 16 970 de la Revolución Argentina había otorgado a la Junta de Comandantes en Jefe.

### La intensificación del terrorismo de Estado
El 6 de octubre de 1975, Ítalo Luder, presidente provisional del Senado en ejercicio del Poder Ejecutivo, dictó el Decreto 2770/75, que, entre otras cosas, otorgó más facultades al Consejo de Defensa, que estaba integrado por el ministro de Defensa y los comandantes generales de las Fuerzas Armadas argentinas.
El 15 de octubre de 1975, el Consejo de Defensa emitió la Directiva N.º 1/75 (Lucha contra la subversión) que puso en funciones los llamados «decretos de aniquilamiento», concretamente los n.º 2770, 2771 y 2772. Esta decisión dio al Ejército Argentino la conducción primaria en el terrorismo de Estado, ya que con esa norma en la mano, el comandante general del Ejército Jorge Rafael Videla emitió la Directiva 404/75. Desde 1972, la fuerza militar ya tenía su Plan de Capacidades Marco Interno de 1972 para parcelar el territorio argentino a fines de una eficiente represión.